# Єгоровка (Молдова)
Єгоровка (рум. Egorovca) — село у Фалештському районі Молдови. Адміністративний центр однойменної комуни, до складу якої також входять села Катраник та Чулук.

## Населення
За даними перепису населення 2004 року у селі проживали 969 осіб.
Національний склад населення села:
| Національність       | Кількість осіб | Відсоток |
| -------------------- | -------------- | -------- |
| росіяни              | 714            | 73,7%    |
| молдавани            | 147            | 15,2%    |
| українці             | 100            | 10,3%    |
| болгари              | 2              | 0,2%     |
| інша / без відповіді | 6              | 0,6%     |
| Всього               | 969            | 100%     |